# Grad Westhove
Grad Westhove je grad na Walcherenu, zunaj Oostkapelle v provinci Zelandiji na Nizozemskem.

## Zgodovina
Grad je bil omenjen v listini holandskega grofa Florisa V. leta 1277 kot last opatije v Middelburgu, vendar ni jasno, koliko je bil grad takrat star. 14. aprila 1401 je bil grad podeljen v fevd Viljemu Beijerenu, grofu Oostervantu, pozneje pa ga je prejel v dosmrtno uživanje. Vsakič, ko je prišel nov opat, se je ime spremenilo. Opat je bil močan človek v Zelandiji, bil je tudi predsednik Deželnih stanov Zelandije in Walcherena, ki so se sestajali v opatiji. Leta 1413 je Westhove za 25 let dobil v najem Filip Borselejski, gospod Cortgenski.
V Westhovu so bili sprejeti številni pomembni ljudje:
- Holandski grof Floris V. in Volfert I. Borselenski, gospod Veerejski, sta tam 30. oktobra 1290 sklenila Westhovsko pogodbo ("Traktaat van Westhove".
- Grof in grofica Charlois leta 1460
- Karel Drzni
- Filip Avstrijski in njegova žena leta 1500
- Njun mali sin, kasnejši cesar Karel V. Habsburški leta 1505 in 1540
- Marija Ogrska, sestra Karla V., leta 1547
- Princ Viljem V. 1. julija 1786
- Vdova kraljica, regentka Ema in 13-letna kraljica Vilhelmina 22. avgusta 1894

Leta 1559 je Middelburg postal škofovsko mesto, tako da je škof vladal Westhovu. Leta 1572 je sledilo obleganje Middelburga. Westhove so zasedli vojaki, ki so se nazadnje morali predati Bartholtu Entensu van Menthediju. Ta groningenski plemič je bil kapitan "watergeuzenov", ki so osvojili Dordrecht, nato pa so se preselili v Zelandijo. Ti so 27. avgusta 1572 grad požgali. Walcheren je prišel pod oblast Viljema Oranskega. Cerkveno lastnino so nato prodali, novi lastnik Westhova je postal polkovnik Henrik Balfour, ki je dve leti kasneje umrl. Njegova vdova Kristina Kant ga je prodala Pierru de Loiseleurju, imenovanemu de Villiers, svetovalcu princa Viljema I.. Umrl je leta 1590 in bil pokopan v cerkvi Sv. Petra v Middelburgu.
Jacob Boreel (dedek Jacoba Boreela) je bil naslednji lastnik, sledil mu je njegov sin Willem Boreel (1591-1668), veleposlanik v Franciji. Po tem je Westhove prišel v roke Johana Reigersberškega, njegove vdove in nato njunega sina Jakoba. (1725) Iz tistega časa je vetrokaz s čapljo. Namesto da bi posestvo zapustil svojemu sinu Adamu Boreelu, je Jacob Westhove zapustil svoji sestrični Jakobi van den Brandde. Bila je poročena z Johanom Adriaanom van de Perrejem. Dali so zgraditi oranžerijo, v kateri je danes muzej Terra Maris.
10. marca 1799 je Jakobina sestrična Vilhelmina Karolina van den Brande podedovala to podeželsko posestvo. Poročila se je z Adrianom Kasparjem Kornelisom Slicherjem. Na severni strani hiše so dali zgraditi velik vodni element. Njun sin Johan Jakob Slicher je nasledil Westhove. Ker je bil član spodnjega doma generalnih stanov, ni veliko obiskoval Zelandije in je Westhove prodal .
Naslednji lastnik je bil Jacques Phoenix Boddaert (1811-1885), sodnik v Middelburgu. Veliko je vložil v vzdrževanje gradu. Leta 1880 je sodnik Boddaert prodal podeželsko posest svoji sestri PPC De Bruyn-Boddaert (1814-1905). Dala ji je nov namen in leta 1899 je Westhove postal okrevališče. Njena hči Vilhelmina Johana de Bruyn (1842-1926) se je poročila z WA grofom van Lyndenom (1836-1913), županom mesta Koudekerke, ki si je močno opomogel. Ko je grofica van Lynden umrla, je bil grad spremenjen v "Stichting Herstellingsoord Westhove". Leta 1936 je MAJ postala baronica van Till, svakinja Cornelis Elize Anne van Till, direktorice fundacije.

## Trenutno stanje
Grad je v veliki meri prosto dostopen (razen podstrešja gradu). V gradu in pripadajočih pomožnih zgradbah se nahaja hostel StayOkay. V nekdanji oranžeriji je muzej Terra Maris. Poleg tega je bila na vrtu gradu postavljena replika srednjeveškega gradu Mote.